# Unión del Pueblo Balear
Unión del Pueblo Balear (en la ortografía balear propuesta por la Acadèmi de sa Llengo Baléà, Unió d'es Pobble Baléà) es un partido político español de la isla de Menorca, que fue creado el 1998 por Miquel Martorell Riera y Vicent Garau, candidato al Senado de España a las elecciones generales españolas de 2000. Se presenta como alternativa al catalanismo nacionalista, al que acusa de tergiversar la historia de las Islas Baleares, razón por la cual ha mantenido alguna polémica con Maria Antònia Munar. También defiende una grafía propuesta por la Acadèmi de sa Llengo Baléà, contraria a la del Instituto de Estudios Catalanes. 
Se presentó a las elecciones municipales de 2003 después de proponer infructuosamente un pacto al Partit Menorquí (Pmq), donde protagonizó un escándalo cuando ocho candidatos del partido en Alayor y San Cristóbal dimitieron acusando el presidente del partido de haberlos incluido en las listas sin su autorización. En 2007 dio apoyo la plataforma aragonesa No Hablamos Catalán. 